# Entropia social
Entropia social é uma teoria sociológica que avalia os comportamentos sociais utilizando um método baseado na segunda lei da termodinâmica.  A desigualdade de riqueza e a disparidade na localização residencial são consideradas equivalentes à entropia em um sistema social.  O termo "entropia social" foi utilizado pela primeira vez pelo físico Peter Tait em 1874.  A teoria foi introduzida por Kenneth D. Bailey em 1990  e recentemente ampliada por Roumen Tsekov, o qual relacionou a entropia social com a liberdade e a liberdade econômica. 

## Ciências sociais
O conceito de entropia, ou entropia social, ingressou nas ciências sociais, especialmente no campo da Teoria dos Sistemas Sociológicos, dentro da sociologia, como uma medida originalmente derivada da física para a desigualdade ou desordem. Geralmente, é compreendida como uma medida do grau de ordem ou desordem dentro de um sistema social, sendo utilizada, por exemplo, para descrever a desigualdade social. Em alguns casos, a entropia social é compreendida como a tendência à mudança nas estruturas sociais, substituindo, em certa medida, uma escala mensurável.